# Inhuman Rampage
Inhuman Rampage er et album af speed-Metal bandet DragonForce, udgivet 2006. Det indeholder bandets mest populære[kilde mangler] single Through the Fire and Flames.

## Numre
| Nr. | Titel                         | Lyrik                     | Musik             | Længde |
| --- | ----------------------------- | ------------------------- | ----------------- | ------ |
| 1.  | "Through the Fire and Flames" | Sam Totman, ZP Theart     | Totman, Herman Li | 7:21   |
| 2.  | "Revolution Deathsquad"       | Totman                    | Totman            | 7:51   |
| 3.  | "Storming the Burning Fields" | Vadim Pruzhanov           | Pruzhanov         | 5:18   |
| 4.  | "Operation Ground and Pound"  | Totman, Theart            | Totman            | 7:43   |
| 5.  | "Body Breakdown"              | Pruzhanov, Li, Totman     | Pruzhanov         | 6:57   |
| 6.  | "Cry for Eternity"            | Totman                    | Totman            | 8:11   |
| 7.  | "The Flame of Youth"          | Li                        | Li                | 6:40   |
| 8.  | "Trail of Broken Hearts"      | Pruzhanov, Totman, Theart | Pruzhanov, Totman | 5:54   |